# Férfi kenu egyes 1000 méter az 1988. évi nyári olimpiai játékokon
Az 1988. évi nyári olimpiai játékokon a kajak-kenu férfi kenu egyes 1000 méteres versenyszámát szeptember 27. és október 1. között rendezték Misari Regatta Course-ban.

## Eredmények
Az időeredmények másodpercben értendők. A rövidítések jelentése a következő:
| - Q: továbbjutás helyezés alapján - R: vigaszágon folytathatta - DQ: kizárás |

### Előfutamok
Az előfutamokból az első három helyezett automatikusan az elődöntőbe jutott, a többiek a vigaszágra kerültek.
| Helyezés | Név                                | Nemzet                 | Idő      | Mj       |
| 1. futam | 1. futam                           | 1. futam               | 1. futam | 1. futam |
| -------- | ---------------------------------- | ---------------------- | -------- | -------- |
| 1.       | Jörg Schmidt                       | NDK (GDR)              | 4:06,18  | Q        |
| 2.       | Eric Jamieson                      | Nagy-Britannia (GBR)   | 4:06,88  | Q        |
| 3.       | Nikolaj Buhalov                    | Bulgária (BUL)         | 4:09,57  | Q        |
| 4.       | Peter Páleš                        | Csehszlovákia (TCH)    | 4:11,88  | R        |
| 5.       | Jan Pinczura                       | Lengyelország (POL)    | 4:14,10  | R        |
| 6.       | Bruce Merritt                      | Egyesült Államok (USA) | 4:17,73  | R        |
| 7.       | Timo Grönlund                      | Finnország (FIN)       | 4:24,69  | R        |
| 2. futam |                                    |                        |          |          |
| 1.       | Ivans Klementjevs                  | Szovjetunió (URS)      | 4:05,12  | Q        |
| 2.       | Larry Cain                         | Kanada (CAN)           | 4:09,50  | Q        |
| 3.       | Aurel Macarencu                    | Románia (ROU)          | 4:09,71  | Q        |
| 4.       | Ivan Šabjan                        | Jugoszlávia (YUG)      | 4:11,54  | R        |
| 5.       | Pulai Imre                         | Magyarország (HUN)     | 4:12,18  | R        |
| 6.       | Francisco López                    | Spanyolország (ESP)    | 4:16,02  | R        |
| 7.       | Izumi Hirojuki                     | Japán (JPN)            | 4:40,34  | R        |
| 8.       | Csang Jongcshol (Jang Yeong-Cheol) | Dél-Korea (KOR)        | 4:47,95  | R        |

### Vigaszág
A vigaszág futamaiból az első három helyezett jutott az elődöntőbe, a többiek kiestek.
| Helyezés | Név                                | Nemzet                 | Idő      | Mj       |
| 1. futam | 1. futam                           | 1. futam               | 1. futam | 1. futam |
| -------- | ---------------------------------- | ---------------------- | -------- | -------- |
| 1.       | Peter Páleš                        | Csehszlovákia (TCH)    | 4:17,83  | Q        |
| 2.       | Pulai Imre                         | Magyarország (HUN)     | 4:20,50  | Q        |
| 3.       | Bruce Merritt                      | Egyesült Államok (USA) | 4:41,75  | Q        |
| 4.       | Izumi Hirojuki                     | Japán (JPN)            | 5:00,96  |          |
| 2. futam |                                    |                        |          |          |
| 1.       | Ivan Šabjan                        | Jugoszlávia (YUG)      | 4:20,82  | Q        |
| 2.       | Francisco López                    | Spanyolország (ESP)    | 4:22,34  | Q        |
| 3.       | Jan Pinczura                       | Lengyelország (POL)    | 4:24,10  | Q        |
| 4.       | Timo Grönlund                      | Finnország (FIN)       | 4:26,80  |          |
| 5.       | Csang Jongcshol (Jang Yeong-Cheol) | Dél-Korea (KOR)        | 4:43,95  |          |

### Elődöntők
Az elődöntő futamaiból az első három helyezett jutott a döntőbe.
| Helyezés | Név               | Nemzet                 | Idő      | Mj       |
| 1. futam | 1. futam          | 1. futam               | 1. futam | 1. futam |
| -------- | ----------------- | ---------------------- | -------- | -------- |
| 1.       | Aurel Macarencu   | Románia (ROU)          | 4:07,69  | Q        |
| 2.       | Jörg Schmidt      | NDK (GDR)              | 4:08,17  | Q        |
| 3.       | Ivan Šabjan       | Jugoszlávia (YUG)      | 4:08,75  | Q        |
| 4.       | Bruce Merritt     | Egyesült Államok (USA) | 4:16,51  |          |
| 2. futam |                   |                        |          |          |
| 1.       | Ivans Klementjevs | Szovjetunió (URS)      | 4:05,06  | Q        |
| 2.       | Nikolaj Buhalov   | Bulgária (BUL)         | 4:07,23  | Q        |
| 3.       | Pulai Imre        | Magyarország (HUN)     | 4:10,79  | Q        |
| 4.       | Francisco López   | Spanyolország (ESP)    | 4:16,90  |          |
| 3. futam |                   |                        |          |          |
| 1.       | Larry Cain        | Kanada (CAN)           | 4:07,47  | Q        |
| 2.       | Peter Páleš       | Csehszlovákia (TCH)    | 4:08,84  | Q        |
| 3.       | Eric Jamieson     | Nagy-Britannia (GBR)   | 4:13,44  | Q        |
| 4.       | Jan Pinczura      | Lengyelország (POL)    |          | DQ       |

### Döntő
| Helyezés | Név               | Nemzet               | Idő     | Mj |
| -------- | ----------------- | -------------------- | ------- | -- |
| Arany    | Ivans Klementjevs | Szovjetunió (URS)    | 4:12,78 |    |
| Ezüst    | Jörg Schmidt      | NDK (GDR)            | 4:15,83 |    |
| Bronz    | Nikolaj Buhalov   | Bulgária (BUL)       | 4:18,94 |    |
| 4.       | Larry Cain        | Kanada (CAN)         | 4:20,70 |    |
| 5.       | Aurel Macarencu   | Románia (ROU)        | 4:21,72 |    |
| 6.       | Pulai Imre        | Magyarország (HUN)   | 4:21,86 |    |
| 7.       | Peter Páleš       | Csehszlovákia (TCH)  | 4:22,14 |    |
| 8.       | Ivan Šabjan       | Jugoszlávia (YUG)    | 4:24,67 |    |
| 9.       | Eric Jamieson     | Nagy-Britannia (GBR) | 4:39,60 |    |